# Квинт Помпей Вописк Гай Арунций Кателий Целер Алий Сабин
Квинт Помпей Вописк Гай Арунций Кателий Целер Алий Сабин (на латински: Quintus Pompeius Vopiscus Gaius Arruntius Catellius Celer Allius Sabinus) е политик и сенатор на Римската империя през 2 век.
Син е на Квинт Помпей Вописк Гай Арунций Кателий Целер (суфектконсул 77 г.), който е осиновен от Луций Помпей Вописк от фамилията Помпеи, клон Вописк.
Квинт Помпей Вописк e суфектконсул по време на императорите Адриан и Антонин Пий.